# Lucinda Riley
Pour les articles homonymes, voir Riley.
Lucinda Riley, nom de plume de Lucinda Edmonds, née le 16 février 1965 à Lisburn (Irlande du Nord) et morte le 11 juin 2021, est une romancière irlandaise. Connue comme autrice de fictions historiques, elle a aussi eu une carrière d'actrice. Elle figure parmi les auteurs étrangers les plus lus en France en 2023, notamment grâce à sa série Les Sept Sœurs.

## Biographie
Lucinda Riley, élève à l'école dramatique de Londres, connaît une carrière d'actrice de théâtre et de télévision dans sa jeunesse. Elle voyage beaucoup, notamment en Extrême-Orient.
Après avoir souffert de fièvre glandulaire, à l'âge de 22 ans, elle commence à écrire. Elle publie son premier roman, Lovers and Players, deux ans plus tard.
Elle publie ses sept premiers romans sous son nom de naissance, Lucinda Edmonds. Elle commence le cycle des Sept Sœurs en 2013.
Lucinda Riley partage sa vie, avec son mari et leurs quatre enfants entre sa maison sur la côte du Norfolk, dans l'est de l'Angleterre, et celle qu'elle possède en Provence, dans la presqu'île de Saint-Tropez,. C'est au retour d'un voyage de Provence vers l'Angleterre qu'elle découvre un château qui lui inspire le décor du château de La Martinière, décor notamment du Domaine de L'Héritière, château fictif qu'elle situe à Gassin.
Elle meurt le 11 juin 2021 des suites d'un cancer.

## Portée de l’œuvre
Les ouvrages de Lucinda Riley ont été traduits en 37 langues. Certains ont été vendus à plus de 40 millions d’exemplaires. Elle est le troisième auteur étranger le plus lu en France en 2022, ce qui lui vaut la qualification de « phénomène littéraire mondial ». En mai 2023, elle est numéro 1 des ventes aux Pays-Bas, en Norvège et en Suède. 
Son lectorat est principalement féminin.

## Style
Les intrigues de ses ouvrages sont fondées sur « des mystères, des indices et finalement des secrets révélés, avec des allers-retours entre passé et présent ». Ses personnages sont développés et l’autrice surprend ses lecteurs, comme c’est le cas dans son seul roman policier, Les mystères de Fleat House.

## La saga des Sept sœurs
Son œuvre principale est la série Les Sept Sœurs, huit romans historiques écrits et publiés entre 2014 et 2023, avec la participation de son fils pour le dernier opus. Chaque livre s’ouvre par la phrase : « Je me souviendrai toujours de l’endroit où je me trouvais et de ce que je faisais quand j’ai appris que mon père venait de mourir » et raconte l’histoire de l’une de sept sœurs. Toutes ont été adoptées par un riche propriétaire. La série est un best-seller à travers le monde, avec au total plus de cinquante millions d'exemplaires vendus depuis 2014.

## Filmographie
- 1982 : The Story of the Treasure Seekers (en) (mini-série, 6 épisodes) : Dora Bastable
- 1983 : Auf Wiedersehen, Pet (en) (série télévisée), épisode Home Thoughts from Abroad : Tracy
- 1989 : Jumping the Queue (série télévisée), épisode 1 : Emma [7]

## Publications

### Sous le nom de Lucinda Edmonds
- En coulisse, J'ai lu, 1994 ((en) Lovers and Players, 1992), trad. Blandine Roques, 440 p. (ISBN 2-290-03676-5)
- (en) Hidden Beauty, 1993
- Sous le charme, J'ai lu, 1995 ((en) Enchanted, 1994), trad. Blandine Roques, 510 p. (ISBN 2-277-24001-X)
- (en) Not Quite an Angel, 1995
- (en) Aria, 1996
- (en) Losing You, 1997
- Sous les feux de la rampe, J'ai lu, 2000 ((en) Playing With Fire, 1998), trad. Sophie Dalle, 348 p. (ISBN 2-290-30402-6)
- (en) Seeing Double, 2000

### Sous le pseudonyme de Lucinda Riley
- La Maison de l'orchidée, City, 2012 ((en) The Orchid House (also known as Hothouse Flower), 2010), trad. Jocelyne Barsse, 589 p. (ISBN 978-2-8246-0227-1)
- La Jeune fille sur la falaise, Charleston, 2013 ((en) The Girl on the Cliff, Penguin Books UK, 2011 (ISBN 0-241-95497-5)), trad. Jocelyne Barsse, 491 p. (ISBN 978-2-36812-041-5)
- Le Domaine de l'héritière, City, 2013 ((en) The Light Behind the Window (also known as The Lavender Garden), Pan Books, 2012 (ISBN 1-447-21842-6)), trad. Jocelyne Barsse, 523 p. (ISBN 978-2-8246-0372-8)
- La Rose de minuit, City, 2014 ((en) The Midnight Rose, Macmillan, 2013 (ISBN 1-447-23098-1)), trad. Jocelyne Barsse, 571 p. (ISBN 978-2-8246-0523-4)
- L'Ange de Marchmont Hall, Charleston, 2017 ((en) The Angel Tree (a rewrite of "Not quite an angel"), Pan Books, 2014 (ISBN 1-447-28844-0)), trad. Marie-Axelle de La Rochefoucauld, 538 p. (ISBN 978-2-36812-180-1)
- La Belle Italienne, Éditions Charleston, 2016 ((en) The Italian Girl (a rewrite of Aria), Pan Books, 2014 (ISBN 1-447-25707-3)), trad. Marie-Axelle de La Rochefoucauld, 510 p. (ISBN 978-2-36812-109-2)
- Le Secret d'Helena, Charleston, 2020 ((en) The Olive Tree (also published as Helena's Secret), Macmillan, 2016 (ISBN 1-509-82476-6)), trad. Élisabeth Luc, 504 p. (ISBN 978-2368125434)
- La Lettre d'amour interdite, Charleston, 2018 ((en) The Love Letter (a rewrite of Seeing Double), 2018), trad. Laura Bourgeois, 558 p. (ISBN 978-2-36812-317-1)
- La Chambre aux papillons, Charleston, 2020 ((en) The Butterfly Room, Macmillan, 2019 (ISBN 1-529-01499-9)), trad. Elisabeth Luc, 537 p. (ISBN 978-2-36812-506-9)
- Les mystères de Fleat House, Charleston, 2022 ((en) The murders at Fleat House, Macmillan, 2019 (ISBN 1-529-09496-8)), trad. Elisabeth Luc, 464 p. (ISBN 978-2-36812-808-4)
- La promesse cachée, Charleston, 2024 ((en) The Hidden Girl, Macmillan, 2024 (ISBN 1-035-04798-5)), trad. Emilie Passerieux, 503 p. (ISBN 978-2-38529-249-2)

#### SérieLes Sept Sœurs
1. Maia, Charleston, 2015 ((en) The Seven Sisters, Macmillan, 2014 (ISBN 1-447-27558-6)), trad. Fabienne Duvigneau, 508 p. (ISBN 978-2-36812-035-4)
2. La Sœur de la tempête, Charleston, 2016 ((en) The Storm Sister, Macmillan, 2015 (ISBN 1-447-28857-2)), trad. Marie-Axelle de La Rochefoucault, 606 p. (ISBN 978-2-36812-100-9)
3. La Sœur de l'ombre, Charleston, 2017 ((en) The Shadow Sister, Macmillan, 2016 (ISBN 1-447-28861-0)), trad. Marie-Axelle de La Rochefoucauld, 587 p. (ISBN 978-2-36812-126-9)
4. La Sœur à la perle, Charleston, 2018 ((en) The Pearl Sister, Macmillan, 2017 (ISBN 1-509-85116-X)), trad. Marie-Axelle de La Rochefoucault, 582 p. (ISBN 978-2-36812-200-6)
5. La Sœur de la lune, Charleston, 2019 ((en) The Moon Sister, Macmillan, 2018 (ISBN 1-509-84010-9)), trad. Marie-Axelle de La Rochefoucault, 701 p. (ISBN 978-2-36812-349-2)
6. La Sœur du soleil, Charleston, 2020 ((en) The Sun Sister, Macmillan, 2019 (ISBN 1-509-84014-1)), trad. Marie-Axelle de La Rochefoucauld, 775 p. (ISBN 978-2-36812-505-2)
7. La Soeur disparue, 2021 ((en) The Missing Sister, Macmillan, 2021 (ISBN 1-509-84018-4)), trad. Marie-Axelle de La Rochefoucauld, 784 p. (ISBN 978-2-36812-601-1)
8. Atlas : L'histoire de Pa Salt, Charleston, 2023 ((en) Atlas: The Story of Pa Salt, Macmillan, 2023 (ISBN 9-781-52904-352-5)), trad. Marie-Axelle de La Rochefoucauld, 784 p. (ISBN 978-2-36812-809-1)Écrit avec Harry Whittaker. sortie le 11 mai 2023 en collaboration avec son fils [8]

## Adaptation de son œuvre
En 2016, la productrice de film italienne Raffaella De Laurentiis a acheté les droits de télévision pour ses sept romans de la série des Les Sept Sœurs.